# TRIUM Global Executive MBA
TRIUM Global Executive MBA Program（トリウム・グローバル・エグゼクティブ・MBAプログラム）は経営者を対象にした専門経営学修士 (MBA) プログラムである。2000年より運営が開始された。これは、フルタイムの就学を必要とせず（何回かの現地セッションモジュールは有り）16ヵ月でMBAを取得できるものである。このプログラムは以下の3校共同で運営されている。
- イギリスのロンドン・スクール・オブ・エコノミクス (LSE)（ロンドン）
- アメリカのニューヨーク大学スターン・ビジネススクール （ニューヨーク）
- フランスのHEC経営大学院（パリ）

標語は"Three leading business schools - One Executive MBA like no other." 「最先端のビジネススクール3校－比類なきただ1つのEMBAプログラム」

## 評価、ランキング、難易度
TRIUMは世界トップレベルのEMBAプログラムである。ロンドン、パリ、ニューヨークという世界的なビジネスの中心地に本拠を構える教育・研究機関が共同で提供するこのプログラムは設立以来、大変高い評価を得ている。例えば、フィナンシャルタイムズ紙の大学院EMBA課程の2018年度版ランキングでは総合世界2位である。また、同ランキングで世界1位にinternational experienceとworking experience部門で輝いている。
いずれも世界大学ランキング上位に食い込む、3校それぞれの長所を生かしたプログラムであるため、学費はやや高めに設定されており、US $185,150 (約1,980万円、2020年3月31日のレート$1=¥107で計算)である。これは有力な併願先でもある2年制のプログラム、ハーバード大学ビジネススクール(HBS) の US $146,880、スタンフォード大学経営大学院(GSB)の US $149,412 と比べても同様の指摘ができる。

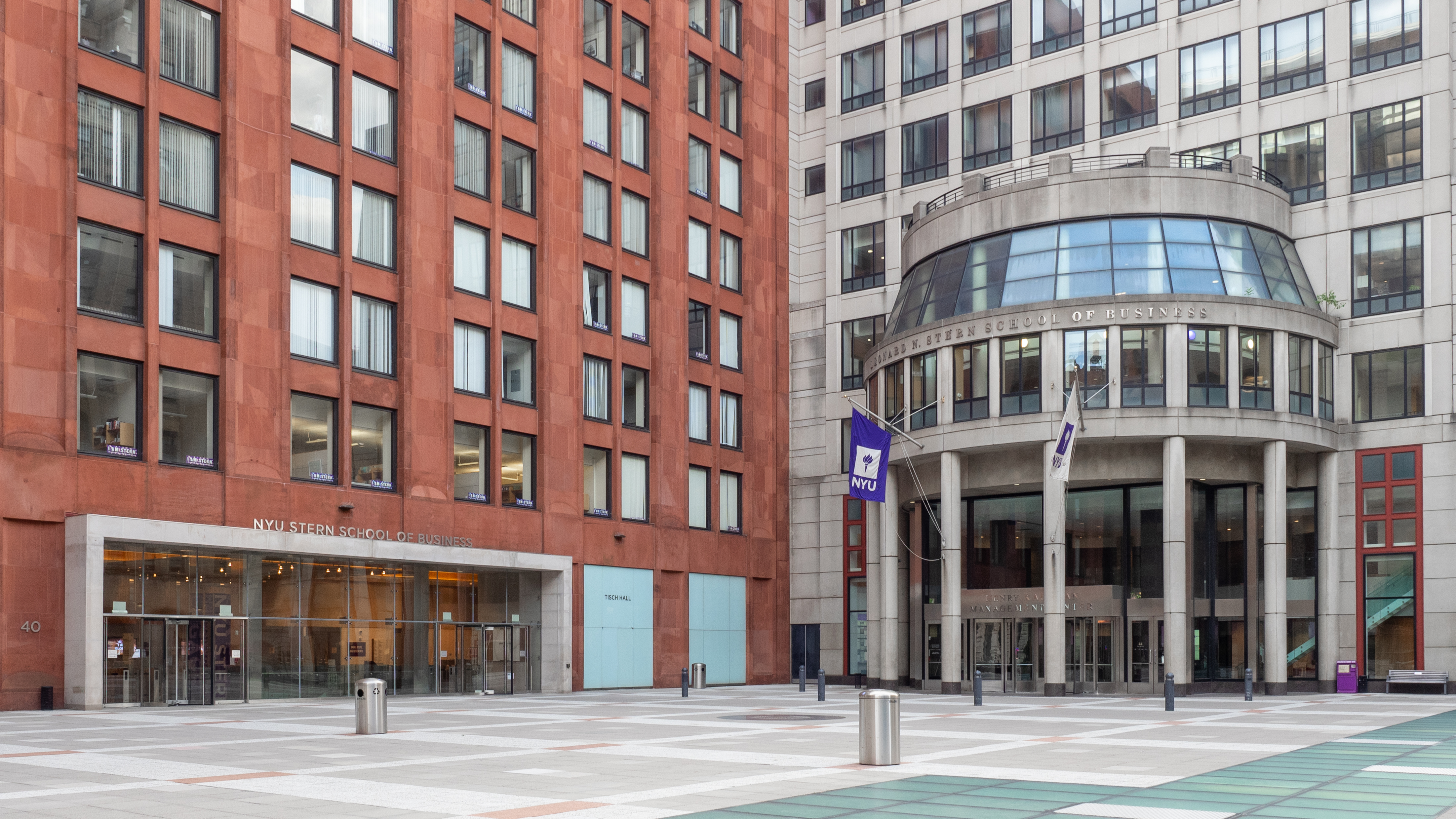
NYU Stern School of Business外観

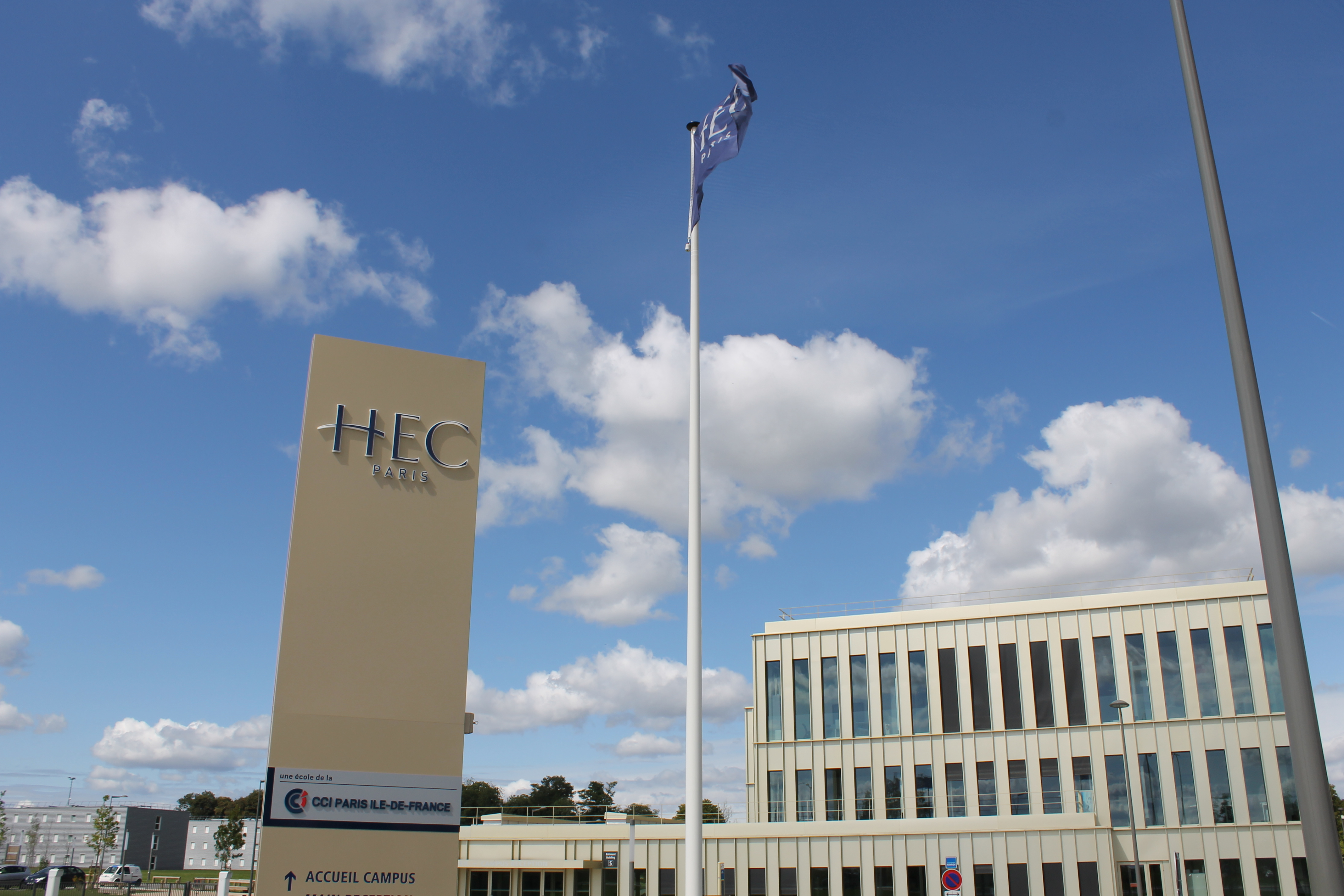
HEC Paris 外観

入学試験は3校からなるアドミッションチームが管轄しており、受験層はすでに各国の最前線で活躍するリーダーや上級管理職という理由もあり、EMBAプログラムを提供する大学院において、難易度は最難関の部類に属する。試験はアカデミック、成績、スコア、キャリア、人格、将来性など多面的な評価を伴う、計4つの厳格な審査を通過しなければならない。

## 入学後および学位
入学者は準備としてのPrepを終えた後、コアプログラムおよび各モジュールがスタートする。例えば2022年卒予定のプログラムを挙げれば、Module #1(LSE)、Module #2(Silicon Valley)、Module #3(HEC Paris)、Module #4(NYU)、Module #5(NYU Shanghai)、Module #6(HEC Paris)となっている。各モジュールの間に、参加者は複数の個人課題およびグループ課題をこなす必要がある。

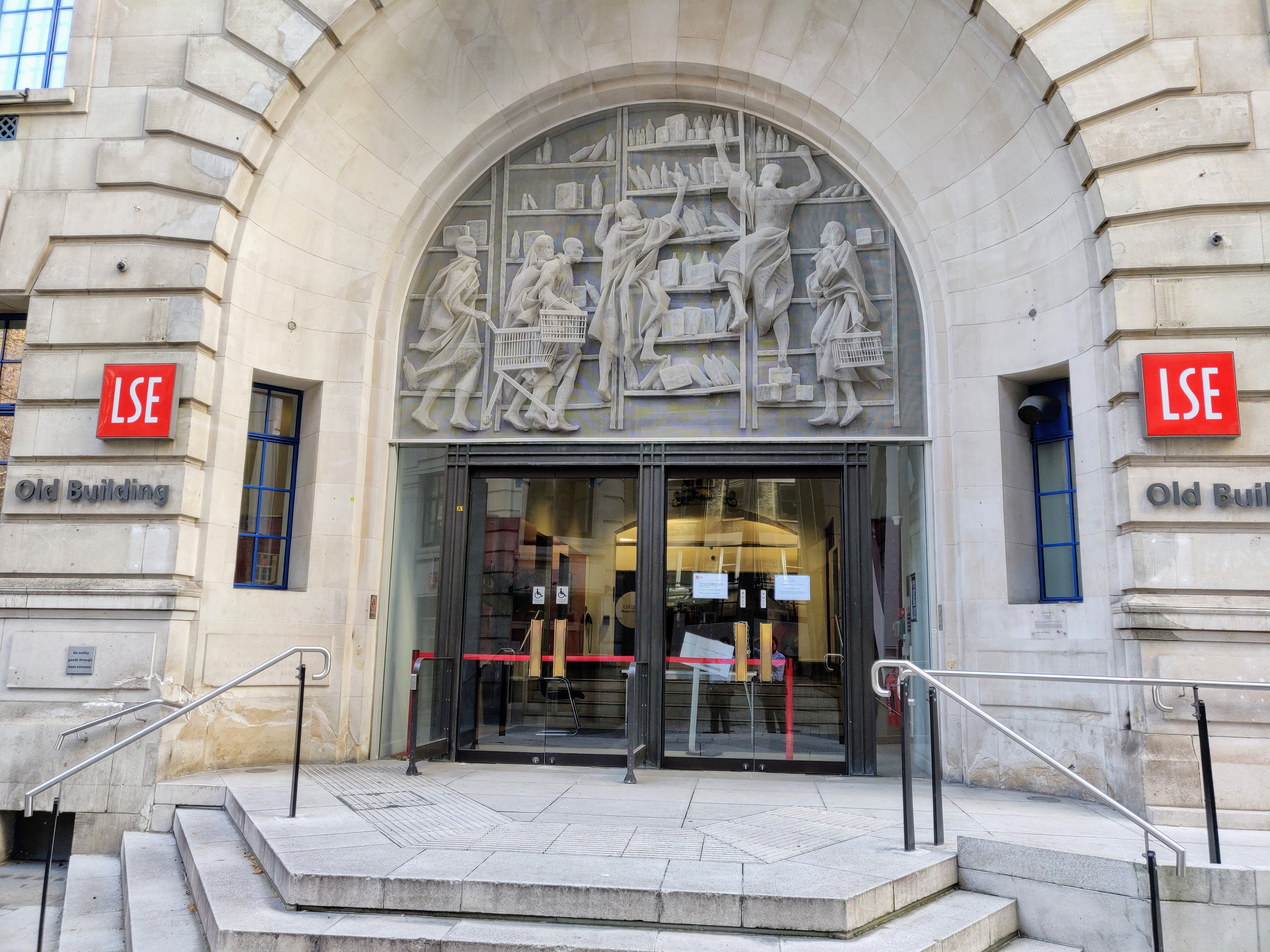
London School of Economics外観

また年度によりシンガポール、ドバイなどグローバルビジネスの最前線で課題解決力、リーダーシップを磨く柔軟なカリキュラム構成となっている。修了者にはLSE、NYU、HEC Paris の3校から学位が授与され、各校の卒業生ネットワークにアクセスが許される。修了後はTRIUM卒業生によるModule #7も用意され、世界中の卒業生との積極的な関与や人脈の構築など、修了者に手厚いプログラムを提供している。